# Madrid Dome
Der Madrid Dome (englisch; bulgarisch купол Мадрид kupol Madrid) ist ein 1650 m hoher Eisdom an der Oskar-II.-Küste des Grahamlands auf der Antarktischen Halbinsel. Am südwestlichen Ausläufer der Aristotle Mountains ragt er 12,7 km östlich des Roundel Dome, 15,8 km südöstlich des Bersin Ridge, 58,4 km westlich bis südlich des Kap Disappointment, 25 km nordwestlich des Bildad Peak und 34,2 km nordnordöstlich des Moider Peak auf. Der Crane-Gletscher liegt nordwestlich und der Flask-Gletscher südlich von ihm.
Britische Wissenschaftler kartierten ihn 1976. Die bulgarische Kommission für Antarktische Geographische Namen benannte ihn 2012 nach der spanischen Hauptstadt Madrid in Zusammenhang mit dem sogenannten „Madrid-Protokoll“ zum Umweltschutz im Antarktisvertrag.